# Vauquois
 Vauquois  es una población y comuna francesa, en la región de Lorena, departamento de Mosa, en el Distrito de Verdún y cantón de Varennes-en-Argonne.
Durante la Primera Guerra Mundial, en especial durante la Batalla de Verdún, se excavaron redes de túneles bajo Vauquois. Entre 1915 y 1918, tanto el ejército francés como el ejército alemán explotaron, usando minas, gran parte del terreno, que a día de hoy sigue marcado por varios cráteres y fosos.

## Demografía[3][1]
| 345 | 338 | 348 | 328 | 305 | 331 | 320 | 319 | 324 | 332 | 313 | 278 | 239 | 233 | 239 | 253 | 236 | 216 | 168 | 58 | 63 | 102 | 85 | 85 | 55 | 57 | 48 | 49 | 36 | 28 | 26 | 22 |
| Para los censos de 1962 a 1999 la población legal corresponde a la población sin duplicidades (Fuente: INSEE [Consultar]) |     |     |     |     |     |     |     |     |     |     |     |     |     |     |     |     |     |     |    |    |     |    |    |    |    |    |    |    |    |    |    |

## Monumentos
- Butte de Vauquois. Se trata de la colina donde se edificó la aldea inicial, que dominaba desde su cima los alrededores. Por ello fue objeto de combates durante la Primera Guerra Mundial que la destruyeron totalmente. La población actual se encuentra a los pies de esta colina.[7]

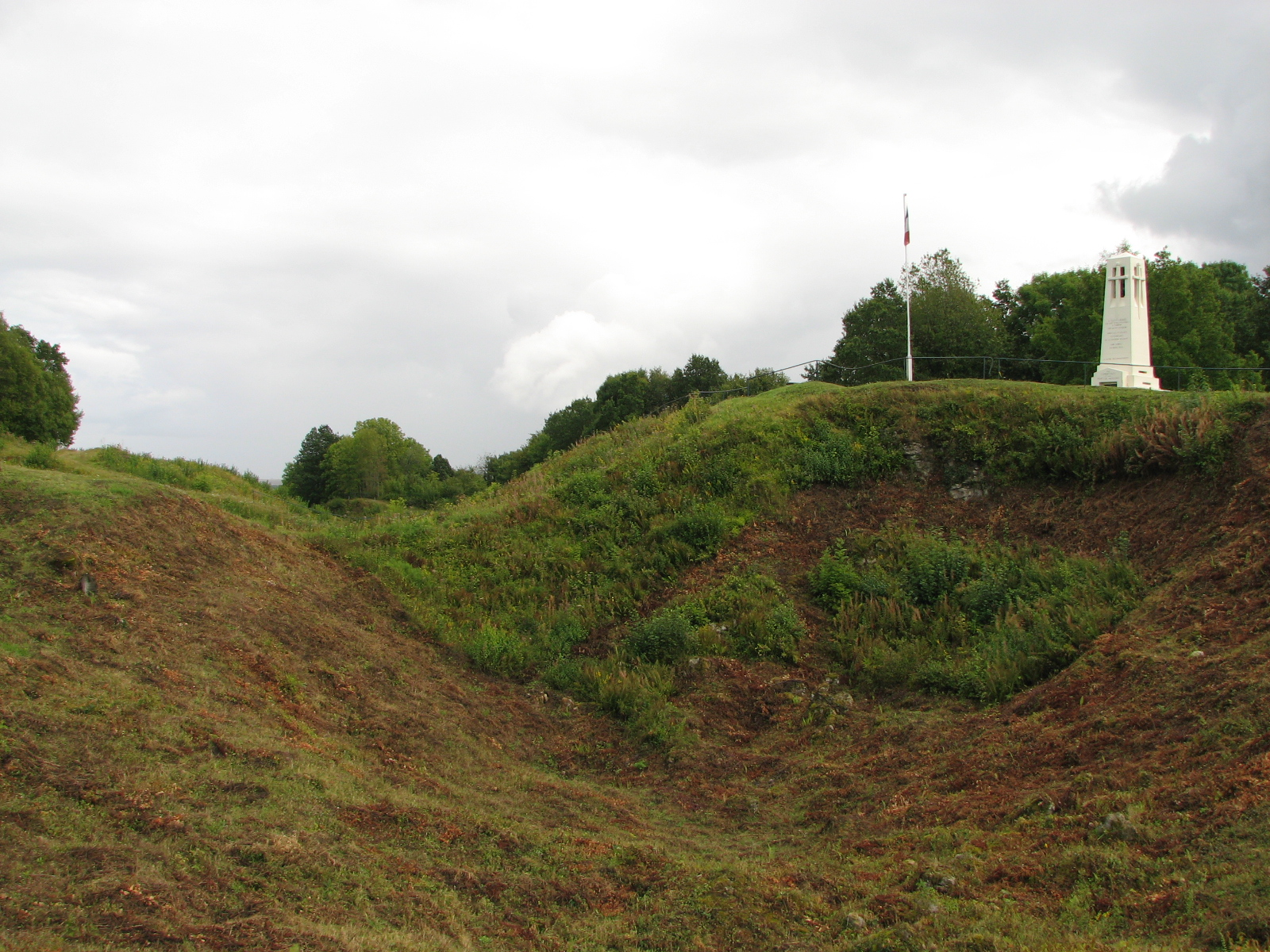
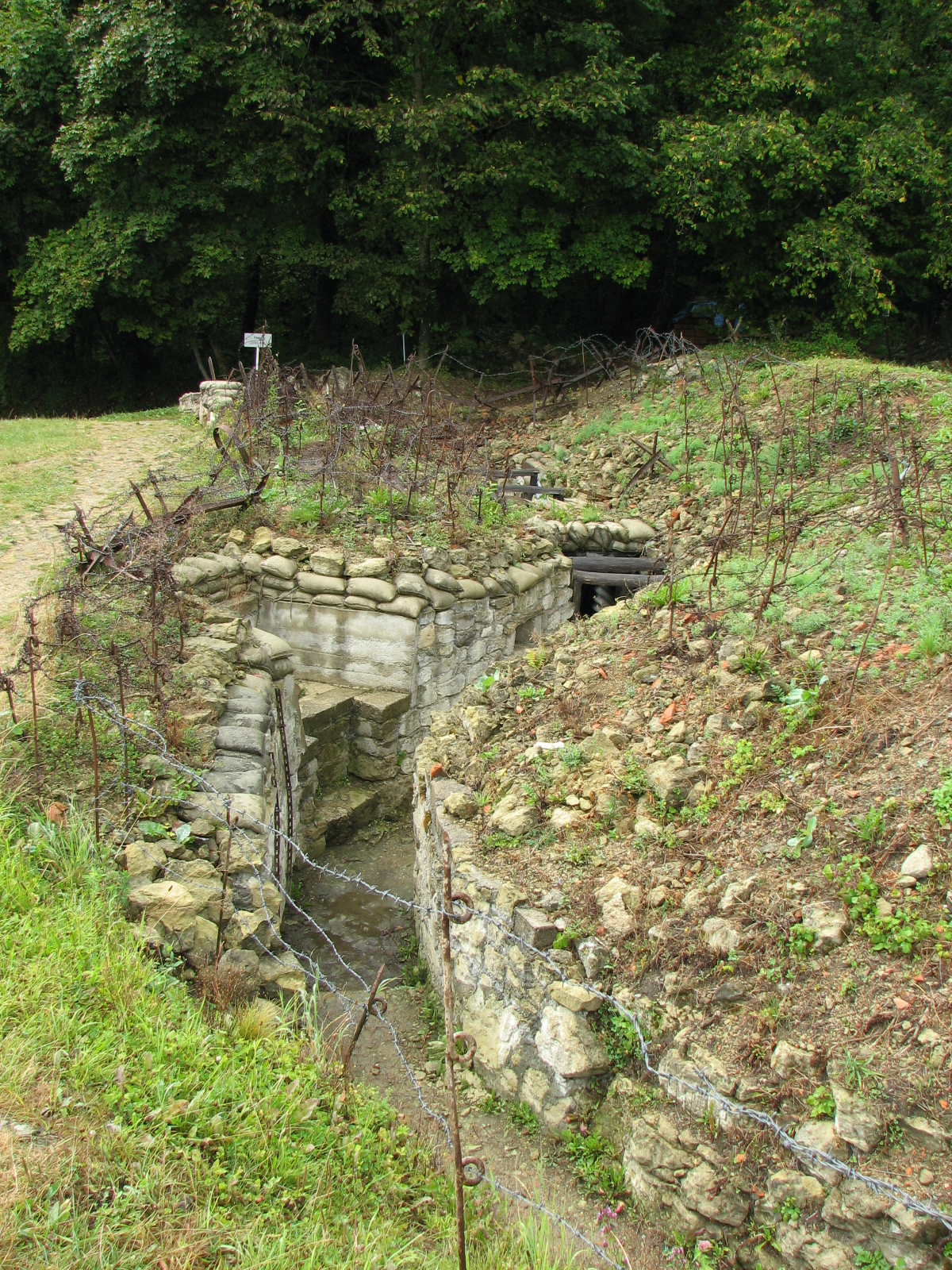
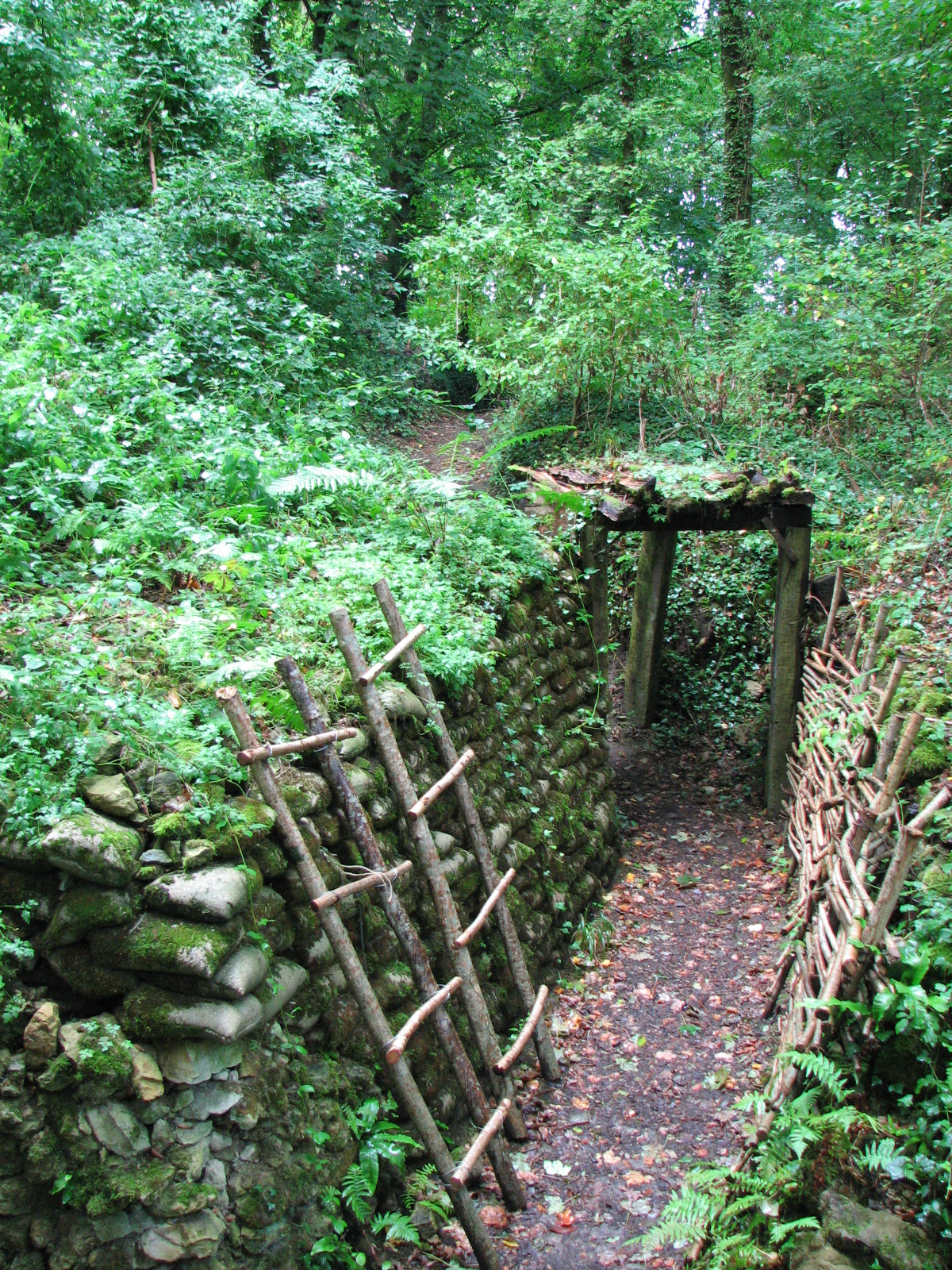
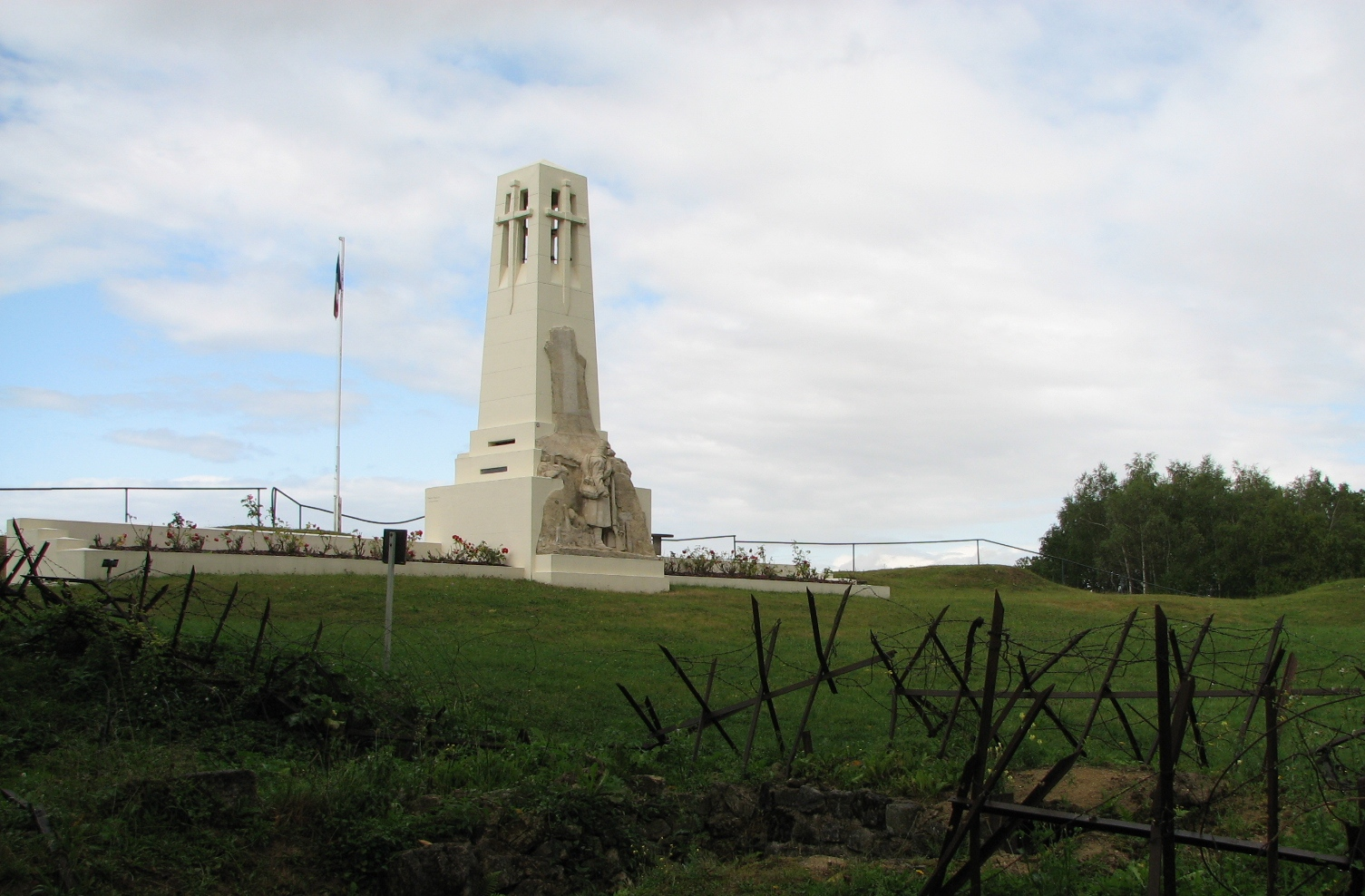